# Małko Asenowo
Małko Asenowo (bułg. Малко Асеново) – wieś w południowej Bułgarii, w obwodzie Chaskowo, w gminie Dimitrowgrad.
Miejscowość położona zaraz obok wsi Golamo Asenowo. Do 1885 roku wieś nazywała się Kjuczuk Chasan.